# Vrednota
Vrednote so  pozitivna duhovna in materialna stanja oziroma cilji pri človeku oziroma ljudeh, ki so na splošno civilizacijsko cenjena, ker omogočajo civiliziran,  stabilen in varen vrednoten razvoj človeka in skupnosti.
To so npr. družina, ljubezen, resnicoljubnost, pravičnost, poštenje, odgovornost, mir, prijateljstvo, zdravje, življenje, solidarnost, spoštovanje, zaposlenost, materialna preskrbljenost za življenje...
Homogene družine in homogene skupnosti, imajo poenoten odnos na temeljne vrednote, ki jim omogočajo ustvarjalno sodelovanje, razumevanje in uspešen razvoj.
Za doseganje vrednot smo se velikokrat pripravljeni čemu odreči. V vrednotah se kažejo naši cilji, ki odsevajo naš kulturni in duhovni razvoj.
Tudi vrednote se pojavljajo po neki hierarhični lestvici. Hierarhija vrednot, ki jo je postavil Janek Musek:
- izpolnitvene (samoaktualizacija - pomenijo duhovno rast)
- moralne (vežejo se na dolžnosti, odgovornosti)
- potenčne (vežejo se na uspehe in dosežke)
- hedonske (vežejo se na užitke)

Hedonske in potenčne imenujemo skupaj dionizične (po bogu vina in zabave Dionizu), moralne in izpolnitvene pa apolonske (tudi apolinične) (po bogu lepote in popolnosti Apolonu).